# Горанци (Мостар)
Горанци су насељено мјесто града Мостара, Федерација Босне и Херцеговине, БиХ.,

## Географија
Удаљени су 13 km од Мостара.

## Становништво
По посљедњем службеном попису становништва из 1991. године, насељено мјесто Горанци имало је 509 становника, сљедећег националног састава:
| Националност       | 1991.        |
| Хрвати             | 472 (92,73%) |
| Срби               | 36 (7,07%)   |
| остали и непознато | 1 (0,20%)    |

Становништво Горанаца је прије рата у БиХ било претежно хрватско са српском мањином. Током и послије рата већина српског становништва одселила се у Републику Српску.

## Презимена
Већина житеља Горанаца и мостарког предграђа носи српско-хрватска презимена, која завршавају са -ић: Кнезовић, Марић, Томић, Јурић, Иванишевићи, Иванковић, Јањић, Крешић, Глибић, Новак, Владић, Вучијаци, Раич, Стојкић, Аничић, Цубела и слична, која су произашла из имена. Но и надимци (који често означују неку посебну особину) постају презиме, као нпр. Дрежњак.

## Засеоци
Градина, Подградина, Гораначка гомила, Хамзевина, Раскршће, Миљевци, Модраве, Пузевина, Пландиште, Вучјаци, Кулашин, Старо село, Башића Гувно, Совићи, Ћорићи, Подчабуља, Поткоса, Дуголаза

## Сусједна мјеста
Цим, Богодол, Врди, Рашка Гора, Биле (Мостар), Горњи Црнач, Дрежница, Грабова Драга